# Megascelis
Megascelis es un género de escarabajos  de la familia Chrysomelidae. En 1826 Sturm describió el género. Contiene las siguientes especies:
- Megascelis altamira Tiape Gomez & Savini, 2001
- Megascelis anisobia Tiape Gomez & Savini, 2001
- Megascelis carbonera Tiape Gomez & Savini, 2001
- Megascelis fissurata Tiape Gomez & Savini, 2001
- Megascelis fusipes Tiape Gomez & Savini, 2001
- Megascelis miranda Tiape Gomez & Savini, 2001
- Megascelis proteus Tiape Gomez & Savini, 2001
- Megascelis yepezi Tiape Gomez & Savini, 2001